# NA10
NA10 (auch DRELL-YAN) war ein Experiment am Super Proton Synchrotron des CERN das 1978 bis 1985 durchgeführt und 1995 abgeschlossen wurde. Ziel war die genauen Vermessung der inklusiven Erzeugung hochenergetischer Myonenpaare durch einen starken Pionenstrahl (bis zu 2×109 Pionen). Sprecher der Kollaboration war Louis Kluberg von der École polytechnique.

## Aufbau
Vor dem eigentlichen Spektrometer befand sich eine Probe aus 12 cm Wolfram die zeitweise um eine 120 cm Deuterium-probe ergänzt wurde. Hauptbestandteile des Spektrometers waren ein Hadron-Absorber ein torodialer Magnet, mehrere Hodoskope, und Szintillatoren, sowie Vieldraht-Proportionalkammern.

### Hadron-Absorber
Bestehend aus einem Wolfram-Uran Kern gewährleistete der Hadron-Absorber, das Strahlteilchen, welche keine Reaktion in der Probe hatten, von den interessanten Reaktionen getrennt wurden. Um den Kern befand sich ein torodialer aus Graphit bestehender Myonfilter. Der gesamte Hadron-Absorber, war abschließend in Stahlbeton eingelassen.

### Magnet
Der hexagonal symmetrische Magnet hatte eine Länge von 4,8 Metern und einen äußeren Radius von 2,05 Metern. Bei einem durchschnittlichen Radius der durchfliegenden Teilchen hatte er eine Stärke von 0,28 Tesla.

### Hodoskope
Je ein Hodoskop bestehend aus 48 trapezodialen Zählern vor und nach dem Magneten wurde dafür verwendet, um die Auswahl durch den Trigger noch einmal zu verschärfen. Weitere vier radiale Hodoskope mit einer sechsfachen Symmetrie waren mit 32 Zählern pro Sextant bestückt. Zwei dieser Hodoskope befanden sich zwischen Hadron-Absorber und Magnet, eines zwischen Magnet und dem zweiten trapezodialen Hodoskop sowie eines am Ende des Experimentes. Während die ersten beiden radialen Hodoskope zur Bestimmung des Winkels zwischen den produzierten Myonen benutzt wurde, erlaubten sie zusammen mit dem dritten und vierten radialen Hodoskop die Bestimmung des Transversalimpulses.

### Vieldraht-Proportionalkammern
Die Vieldraht-Proportionalkammern waren in zwei Gruppen zu jeweils vier angeordnet. Dabei stand der erste, aus kleineren Kammern bestehende Cluster auf der der Probe zugewandten Seite des Magneten, der zweite aus größeren Kammern bestehende auf der der Probe abgewandten Seite des Magneten.